# Elias von Siebold
Johann Elias Cosmas Adam von Siebold, född 5 mars 1775 i Würzburg, Furstbiskopsdömet Würzburg, död 12 juni 1828 i Berlin, var en tysk läkare. Han var son till Carl Caspar von Siebold samt far till Eduard Caspar Jacob och Carl Theodor Ernst von Siebold.
Siebold blev medicine doktor 1798, extra ordinarie professor och lärare i obstetrik i Würzburg 1799. Efter att han utnämnts till ordinarie professor, öppnade han där 1805 en förlossningsanstalt, som efterhand fick så stort anseende i hela Tyskland att han 1818 kallades till professor vid universitetet i Berlin. Han redigerade tidskrifterna Lucina (1802-11) och Journal für Geburtshilfe, Frauenzimmer- und Kinderkrankheiten (1813-28).